# خوزه کوالیو
خوزه کوالیو (ایتالیایی: José Quaglio؛ ۲۸ فوریه ۱۹۲۶ – ۸ ژانویهٔ ۲۰۰۷) بازیگر و کارگردان نمایش اهل ایتالیا بود.
از فیلم‌ها یا برنامه‌های تلویزیونی که وی در آن نقش داشته‌است، می‌توان به دخترخاله، باکره کوچک، تن‌کامه، ۱۹۰۰، جوردانو برونو، نامزد و دنباله‌رو اشاره کرد.